# Suore di Maria Immacolata (Breslavia)
Le Suore di Maria Immacolata (in tedesco Marienschwestern von der Unbefleckten Empfängnis) sono un istituto religioso femminile di diritto pontificio: le suore di questa congregazione pospongono al loro nome la sigla S.M.I.

## Storia
Le origini della congregazione risalgono all'Unione di Maria, un'opera per la protezione delle giovani che dalle campagne si trasferivano in città per lavorare come domestiche fondata l'8 dicembre 1854 a Breslavia dal sacerdote Johannes Schneider (1824-1876).
Nel 1863 le socie dell'unione vestirono l'abito del terz'ordine regolare di San Francesco ed emisero la promessa di consacrare la propria vita al servizio delle lavoratrici; i primi voti furono pronunciati solo nel 1890.
Il Kulturkampf impedì lungamente alle suore di diffondersi oltre Breslavia: le prime filiali furono aperte nel 1886 a Racibórz e nel 1888 a Berlino.
La congregazione, aggregata all'Ordine di Sant'Agostino dal 1952, ricevette il pontificio decreto di lode il 25 ottobre 1897; le sue costituzioni, basate sulla regola di Sant'Agostino, furono approvate definitivamente dalla Santa Sede il 25 agosto 1943.

## Attività e diffusione
Lo scopo della congregazione è l'aiuto alle ragazze in pericolo morale: a tal fine, le suore si dedicano all'assistenza a studentesse e lavoratrici lontane dalla famiglia, dirigono asili e colonie estive per bambini, organizzano incontri e corsi professionali, lavorano in ospedali e ricoveri per anziani.
Sono presenti in Germania, Italia, Lettonia, Polonia, Tanzania, Ucraina; la sede generalizia è in via Trionfale a Roma.
Alla fine del 2008 la congregazione contava 432 religiose in 51 case.